# Wees
Wees (tiếng Đan Mạch: Ves) là một đô thị thuộc huyện Schleswig-Flensburg, trong bang Schleswig-Holstein, nước Đức. Đô thị Wees có diện tích 12,74 km², dân số thời điểm 31 tháng 12 năm 2006 là 2322 người.